# Wojciech Młynarski
Wojciech Młynarski (Varsavia, 26 marzo 1941 – Varsavia, 15 marzo 2017) è stato un poeta, regista, compositore e paroliere polacco.
Wojciech Młynarski ha studiato letteratura (filologia polacca) presso l'Università di Varsavia. Durante i suoi studi, ha partecipato alle attività del teatro studentesco Hybrydy. Ha partecipato come autore al Festival Nazionale di Musica Polacca a Opole (con la canzone Ludzie to kupią eseguita da Janina Ostala).
Ha poi lavorato con vari teatri e cabaret (Dudek, Owca e Dreszczowiec). Fu allora che scrisse W Polskę idziemy, Po prostu wyjedź w Bieszczady, Ludzie to kupią, W co się bawić. Lavora anche per la televisione dove crea il ciclo dei consigli del cuore, con il brano Polska miłość, e la canzone Niedziela na Głównym (1964), riferimento a Dimanche à Orly di Gilbert Bécaud.
Negli anni '70 iniziò a scrivere testi più lunghi: libretti d'opera e musical: Henryk VI na łowach, Cień, Awantura w Recco. Scrive le versioni polacche di Cabaret, Jesus Christ Superstar e Chicago. Sul palcoscenico del teatro Ateneum presenta spettacoli dedicati ad autori e artisti rinomati come Jacques Brel, Marian Hemar, Hanka Ordonówna o Vladimir Vyssotski.
Ha inventato il concetto di "soap opera cantata". I testi scritti o tradotti da Wojciech Młynarski sono raccolti nel libro Moje ulubione drzewo czyli Młynarski obowiązkowo ("Il mio albero preferito o Młynarski obbligatorio") pubblicato nel 2007 da Społeczny Instytut Wydawniczy Znak (ISBN 978-83-240-0900-8).